# Ville Paumola
Ville Paumola (ur. 16 marca 1991 w Tampere) – fiński snowboardzista, specjalizujący się w konkurencjach Big Air i slopestyle, brązowy medalista mistrzostw świata.

## Kariera
Po raz pierwszy na arenie międzynarodowej pojawił się w 2010 roku, startując na mistrzostwach świata juniorów w Cardronie, gdzie zdobył srebrny medal w slopestyle'u i brązowy w big air.
W Pucharze Świata zadebiutował 30 października 2010 roku w Londynie, gdzie zajął 15. miejsce w big air. Na podium zawodów pucharowych po raz pierwszy stanął 21 lutego 2016 roku w Pjongczangu, kończąc rywalizację w slopestyle'u na trzeciej pozycji. W zawodach tych wyprzedzili go jedynie Brock Crouch z USA i Belg Seppe Smits. Najlepsze wyniki w osiągnął w sezonie 2015/2016, kiedy to zajął 12. miejsce w klasyfikacji generalnej AFU, a w klasyfikacji slopestyle'u był siódmy. Na mistrzostwach świata w La Molina w 2011 roku wywalczył brązowy medal w slopestyle'u, przegrywając tylko ze Smitsem i Niklasem Mattssonem ze Szwecji. Był też między innymi piąty w tej konkurencji podczas mistrzostw świata w Sierra Nevada w 2017 roku. W 2014 roku wystąpił na igrzyskach olimpijskich w Soczi, gdzie zajął 27. miejsce w slopestyle'u.

## Osiągnięcia

### Igrzyska olimpijskie
| Miejsce | Dzień    | Rok  | Miejscowość | Konkurencja | Zwycięzca       |
| ------- | -------- | ---- | ----------- | ----------- | --------------- |
| 27.     | 8 lutego | 2014 | Soczi       | Slopestyle  | Sage Kotsenburg |

### Mistrzostwa świata
| Miejsce | Dzień       | Rok  | Miejscowość   | Konkurencja | Zwycięzca       |
| ------- | ----------- | ---- | ------------- | ----------- | --------------- |
| 9.      | 15 stycznia | 2011 | La Molina     | Big Air     | Petja Piiroinen |
| 3.      | 22 stycznia | 2011 | La Molina     | Slopestyle  | Seppe Smits     |
| 23.     | 21 stycznia | 2015 | Kreischberg   | Slopestyle  | Ryan Stassel    |
| 8.      | 24 stycznia | 2015 | Kreischberg   | Big Air     | Roope Tonteri   |
| 5.      | 11 marca    | 2017 | Sierra Nevada | Slopestyle  | Seppe Smits     |
| 21.     | 17 marca    | 2017 | Sierra Nevada | Big air     | Ståle Sandbech  |

### Puchar Świata

#### Miejsca w klasyfikacji generalnej AFU
- - AFU[2]
- sezon 2010/2011: 97.
- sezon 2013/2014: 25.
- sezon 2014/2015: 55.
- sezon 2015/2016: 12.
- sezon 2016/2017: 37.

#### Miejsca na podium
1. Pjongczang – 21 lutego 2016 (slopestyle) - 3. miejsce